# Kalište
Kalište je zaniklá obec v okrese Banská Bystrica, Národní kulturní památka Slovenské republiky a památné místo Slovenského národního povstání.

## Dějiny
Roku 1940 měla 209 obyvatel. Během Slovenského národního povstání se obec stala jedním z center takzvané Partyzánské republiky v Nízkých Tatrách. Za pomoc partyzánům nacisté obec 18. března 1945 přepadli a zavraždili třináct obyvatel. Vypálili 42 domů i s hospodářskými budovami. Po osvobození Slovenska obyvatelé obce přesídlili do Banské Bystrice, do části Fončorda, kde pro ně byly vybudovány domy na ulici Nové Kalište.
Katastr obce je od roku 1945 součástí obce Baláže. Ve dvou zrekonstruovaných domech jsou od roku 1962 umístěny expozice a pamětní místnosti. Od roku 1963 je prostor obce prohlášen za národní kulturní památku. V období normalizace byl do Kalište přenesen bronzový monument Oběti varují z objektu památníku SNP v Banské Bystrici. Protože jeho autor Jozef Jankovič zaujal protinormalizační postoje, tehdejší politici rozhodli o přenesení monumentu na odlehlé místo, jakým je Kalište. Tento monument se stal symbolem vyrovnávání se slovenské společnosti s vlastní minulostí. Po roce 1989 byl často ničen organizovanými skupinami, jako levný zdroj sběrového materiálu – bronzu. Nakonec bylo rozhodnuto o jeho návratu do památníku v Banské Bystrici.